# Epicypta griseolateralis
Epicypta griseolateralis är en tvåvingeart som först beskrevs av Enrico Adelelmo Brunetti 1912.  Epicypta griseolateralis ingår i släktet Epicypta och familjen svampmyggor. Inga underarter finns listade i Catalogue of Life.